# Mafia (серия игр)
Mafia — серия компьютерных игр в жанре приключенческого боевика. Создана чешской компанией Illusion Softworks, которая после приобретения американской компанией Take-Two Interactive была переформирована в 2K Czech. Издателем серии является компания 2K.
Игры серии Mafia происходят в вымышленных локациях, созданных по образцу американских городов, и обычно проходят в исторических условиях: от эпохи Великой депрессии и «сухого закона» в Лост-Хевене 1930-х годов в Mafia: The City of Lost Heaven, до Нью-Бордо 1960-х годов в Mafia III. Игровой процесс ориентирован на среду открытого мира, где игрок может без каких-либо заданий и ограничений передвигаться по городской и даже загородной местностям (как в Mafia: The City of Lost Heaven), либо проходить миссии — как основные для развития общей истории, так и побочные, которые являются более линейными. Тем не менее, режим игры Freeride Extreme в Mafia: The City of Lost Heaven и дополнения для Mafia II позволяют игрокам продолжать свои приключения в открытом мире.

## Игры
| Год                 | Название                        | Платформы               | Платформы                      | Платформы                 | Разработчик        |
| Год                 | Название                        | Персональные компьютеры | Игровые приставки              | Мобильные телефоны        | Разработчик        |
| Основная серия      | Основная серия                  | Основная серия          | Основная серия                 | Основная серия            | Основная серия     |
| ------------------- | ------------------------------- | ----------------------- | ------------------------------ | ------------------------- | ------------------ |
| 2002                | Mafia: The City of Lost Heaven  | Windows                 | PlayStation 2, Xbox            | —                         | Illusion Softworks |
| 2010                | Mafia II                        | Windows, macOS          | PlayStation 3, Xbox 360        | —                         | 2K Czech           |
| 2016                | Mafia III                       | Windows, macOS          | PlayStation 4, Xbox One        | —                         | Hangar 13          |
| 2025                | Mafia: The Old Country          | Windows                 | PlayStation 5, Xbox Series X/S | —                         | Hangar 13          |
| Сюжетные дополнения |                                 |                         |                                |                           |                    |
| 2010                | Mafia II: The Betrayal of Jimmy | Windows, macOS          | PlayStation 3, Xbox 360        | —                         | 2K Czech           |
| 2010                | Mafia II: Jimmy’s Vendetta      | Windows, macOS          | PlayStation 3, Xbox 360        | —                         | 2K Czech           |
| 2010                | Mafia II: Joe’s Adventures      | Windows, macOS          | PlayStation 3, Xbox 360        | —                         | 2K Czech           |
| 2017                | Mafia III: Faster, Baby!        | Windows, macOS          | PlayStation 4, Xbox One        | —                         | Hangar 13          |
| 2017                | Mafia III: Stones Unturned      | Windows, macOS          | PlayStation 4, Xbox One        | —                         | Hangar 13          |
| 2017                | Mafia III: Sign of the Times    | Windows, macOS          | PlayStation 4, Xbox One        | —                         | Hangar 13          |
| Ремейки             |                                 |                         |                                |                           |                    |
| 2020                | Mafia: Definitive Edition       | Windows                 | PlayStation 4, Xbox One        | —                         | Hangar 13          |
| Переиздания         |                                 |                         |                                |                           |                    |
| 2020                | Mafia II: Definitive Edition    | Windows                 | PlayStation 4, Xbox One        | —                         | d3t                |
| 2020                | Mafia III: Definitive Edition   | Windows                 | PlayStation 4, Xbox One        | —                         | Red Kite Games     |
| Мобильные спин-оффы |                                 |                         |                                |                           |                    |
| 2010                | Mafia II Mobile                 | —                       | —                              | Мобильные телефоны (Java) | Twistbox Games     |
| 2016                | Mafia III: Rivals               | —                       | —                              | iOS, Android              | Cat Daddy Games    |

| 2002 | Mafia: The City of Lost Heaven  |
| 2003 |                                 |
| 2004 |                                 |
| 2005 |                                 |
| 2006 |                                 |
| 2007 |                                 |
| 2008 |                                 |
| 2009 |                                 |
| 2010 | Mafia II                        |
| 2010 | Mafia II Mobile                 |
| 2010 | Mafia II: The Betrayal of Jimmy |
| 2010 | Mafia II: Jimmy’s Vendetta      |
| 2010 | Mafia II: Joe’s Adventures      |
| 2011 |                                 |
| 2012 |                                 |
| 2013 |                                 |
| 2014 |                                 |
| 2015 |                                 |
| 2016 | Mafia III                       |
| 2016 | Mafia III: Rivals               |
| 2017 | Mafia III: Faster: Baby!        |
| 2017 | Mafia III: Stones Unturned      |
| 2017 | Mafia III: The Sign of Times    |
| 2018 |                                 |
| 2019 |                                 |
| 2020 | Mafia II: Definitive Edition    |
| 2020 | Mafia III: Definitive Edition   |
| 2020 | Mafia: Definitive Edition       |
| 2020 | Mafia: Trilogy                  |
| 2021 |                                 |
| 2022 |                                 |
| 2023 |                                 |
| 2024 |                                 |
| 2025 | Mafia: The Old Country          |

## Сюжет
Все три основные игры серии Mafia сосредоточены вокруг различных главных героев, каждый из которых пытается подняться в рядах преступного мира, однако впоследствии разочаровывается в незаконном образе жизни. Антагонистами обычно являются персонажи, которые предали главного героя или его организацию, или персонажи, которые оказывают наибольшее влияние, препятствующее прогрессу главного героя. Первые две игры имеют свой собственный сюжет и не пересекаются друг с другом, за исключением редких отсылок. Третья игра же является косвенным продолжением второй.

## История
Первая игра серии, Mafia: The City of Lost Heaven, начала разрабатываться чешской компанией Illusion Softworks в конце 1998 года и изначально создавалась на основе игрового движка предыдущего проекта студии — тактического шутера Hidden & Dangerous, с успехом вышедшего несколько месяцев спустя. Выдержанная в жанре автосимулятора и имевшая гоночный и многопользовательский режимы, первоначально игра планировалась к выходу в 2000 году под названием Gangster (в переводе с англ. — «Гангстер») и представляла собой некий аналог успешной на тот момент игры Driver, вышедшей годом ранее. Однако глобальное изменение концепции игры, а также ограниченные возможности имевшегося игрового движка, не позволявшие осуществить задуманные идеи, привели к разработке студией собственного движка под названием LS3D engine. В результате Mafia: The City of Lost Heaven была создана в виде приключенческого шутера от третьего лица с открытым миром и выпущена компанией Gathering of Developers в 2002 году для PC (Windows), снискав преимущественно положительные отзывы и крупный коммерческий успех, за которым последовал выпуск игры для консолей PlayStation 2 и Xbox в 2004 году. После упразднения Gathering of Developers, состоявшегося в том же году, действующим издателем игры является компания 2K.
Успех Mafia: The City of Lost Heaven послужил тому, что в 2003 году компанией Illusion Softworks были начаты работы над сценарием второй игры, а предварительный этап разработки начался в 2004 году. Впоследствии, однако, работы над второй игрой были затянуты и осложнены разработкой нового движка Illusion Engine, приобретением Illusion Softworks компанией Take-Two Interactive (переформировавшей её в 2K Czech), а также уходом из проекта основных создателей первой игры и ключевых фигур приобретённой компании — её основателя Петра Вохозки, являвшегося директором по разработке Mafia: The City of Lost Heaven, и Даниэля Вавры, нанятого для разработки первой игры на должность соруководителя и сценариста. В связи с этим команда разработчиков смогла презентовать играбельную версию проекта лишь в августе 2007 года, а в продажу игра вышла ещё 3 года спустя при издательстве компании 2K. Таким образом, для Windows, PlayStation 3 и Xbox 360 Mafia II была выпущена в 2010 году, а в 2011 году вышла для операционной системы macOS, получив в основном хоть и положительные, но менее лестные отзывы, чем первая игра.
В 2014 году студией Hangar 13 была начата разработка третьей игры, Mafia III, в создании которой компания 2K Czech приняла лишь второстепенное участие. В 2016 году игра была выпущена компанией 2K для Windows, PlayStation 4 и Xbox One, а в 2017 — для macOS, получив по сравнению с предшественниками менее положительные отзывы.
13 мая 2020 года компания Hangar 13, разработавшая Mafia III, анонсировала новую игру, которая стала ремейком Mafia: The City of Lost Heaven и вышла 25 сентября 2020 года для Windows, PlayStation 4 и Xbox One под названием Mafia: Definitive Edition. Ремейк доступен как отдельно, так и в составе специального сборника Mafia: Trilogy, состоящего также из Mafia II: Definitive Edition и Mafia III: Definitive Edition, которые, несмотря на одинаковый с ремейком подзаголовок, не являются новыми играми, а представляют собой лишь обновлённые переиздания уже вышедших игр, включающие в себя все официальные сюжетные дополнения и различные бонусы. Так, Mafia II: Definitive Edition, переиздание второй игры, вышло 19 мая того же года в виде ремастера с улучшенными текстурами, освещением и затенением. Переиздание третьей игры, Mafia III: Definitive Edition, в свою очередь, в ремастере не нуждалось и вышло в тот же день в виде простого дополненного переиздания с менее значительными графическими изменениями, введёнными лишь с помощью патча.
20 августа 2024 года 2K и Hangar 13 анонсировали новую игру в серии — Mafia: The Old Country. Данная игра станет приквелом Mafia: The City of Lost Heaven и выйдет 8 августа 2025 года на Windows, Xbox Series X/S и PlayStation 5.

## Отзывы и критика
| Игра                           | Metacritic                             |
| ------------------------------ | -------------------------------------- |
| Mafia: The City of Lost Heaven | (PC) 88/100 (PS2) 65/100 (XBOX) 66/100 |
| Mafia II                       | (PC) 77/100 (PS3) 75/100 (X360) 74/100 |
| Mafia III                      | (PC) 62/100 (PS4) 68/100 (XONE) 67/100 |
| Mafia: Definitive Edition      | (PC) 79/100 (PS4) 76/100 (XONE) 79/100 |